# Clepsis praeclarana
Clepsis praeclarana es una especie de polilla del género Clepsis, categorizada en la tribu Archipini, de la subfamilia Tortricinae.

## Distribución
Se distribuye por Rusia.

## Taxonomía
Fue descrita por Kennel en 1899 y publicada en (Tortrix (Heterognomon)), Dt. ent. Z. Iris 12: 8.